# Schloss Dätzingen

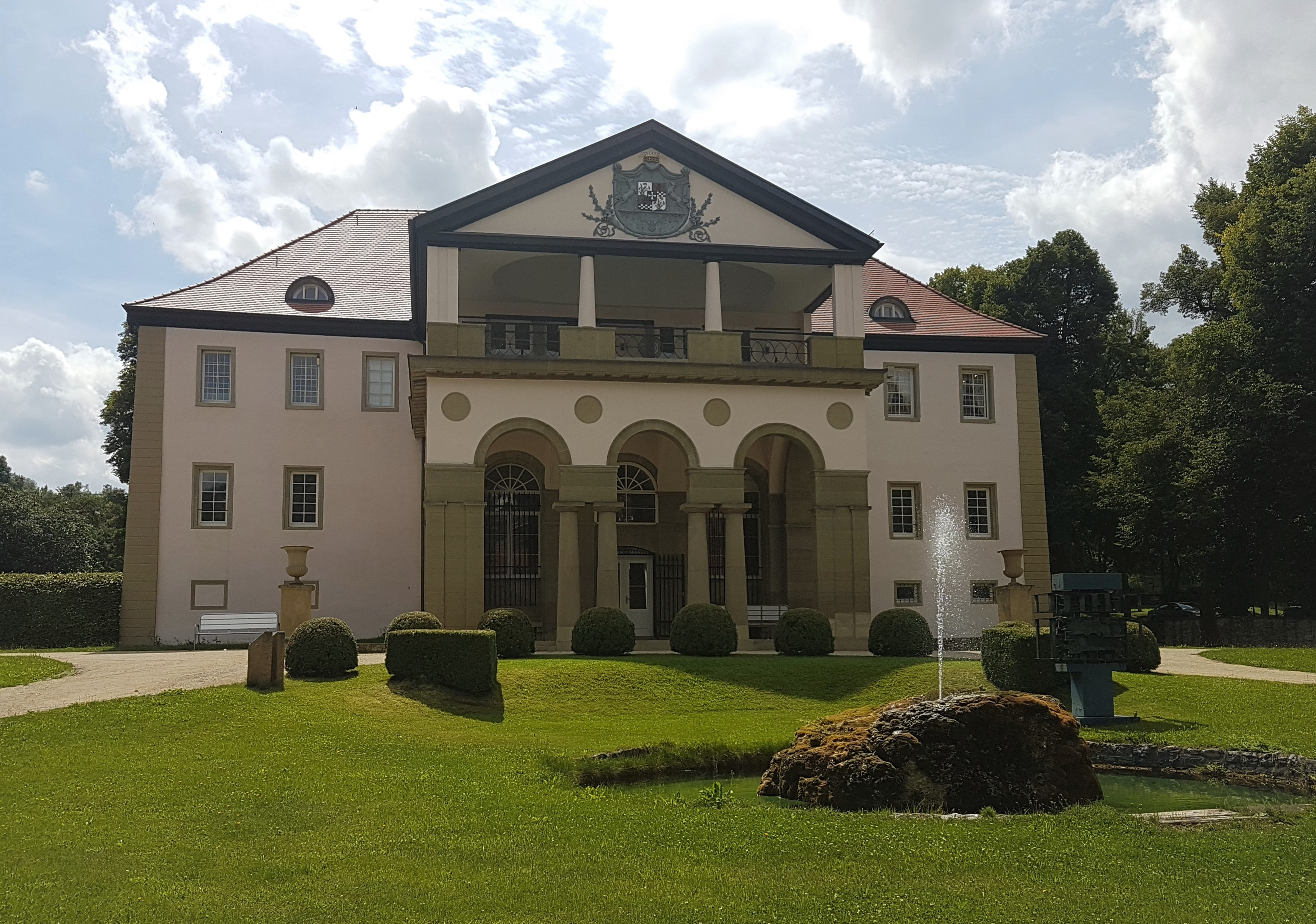
Schloss Dätzingen

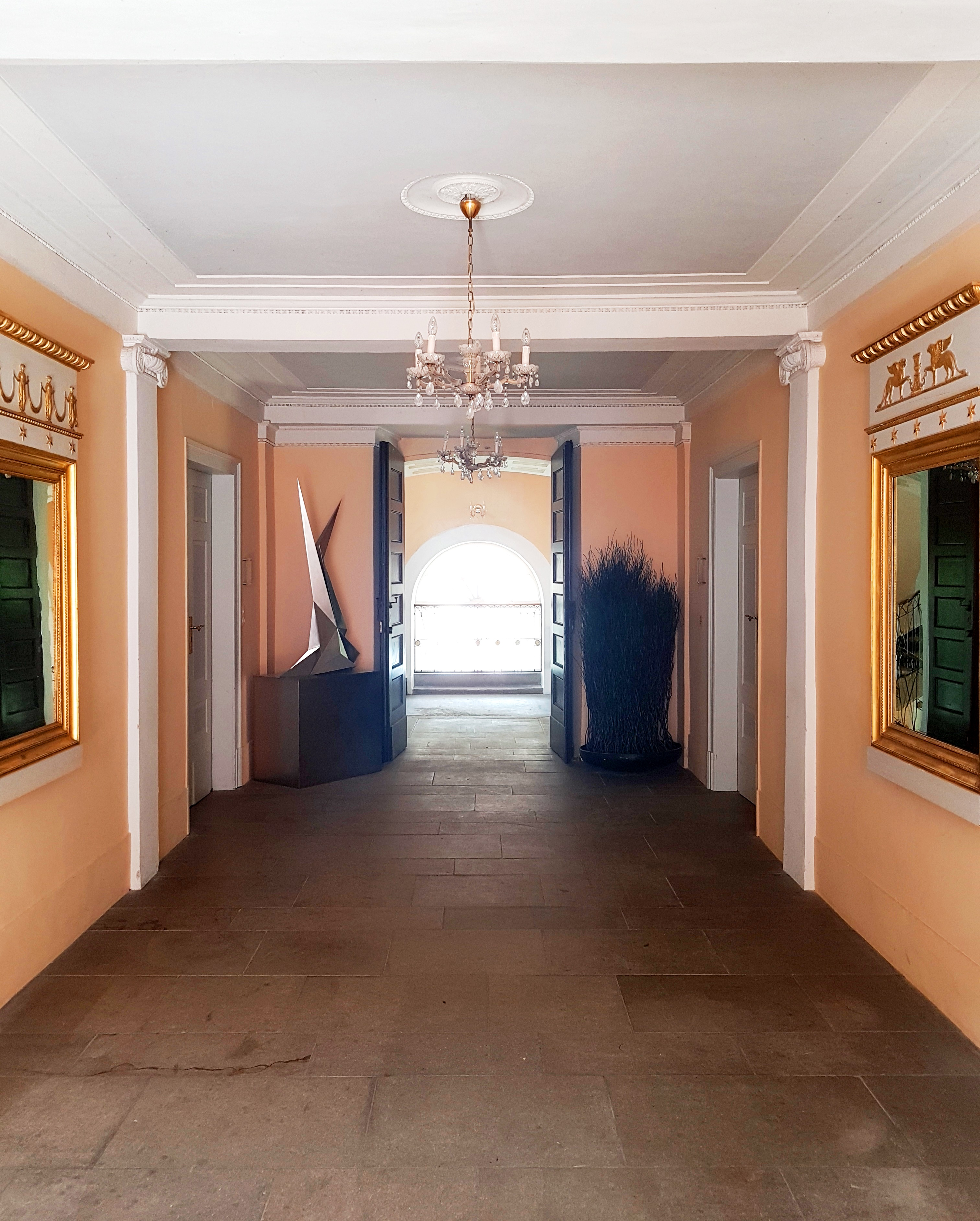
Innenansicht (Flur)

Schloss Dätzingen liegt in der Mitte des Ortsteils Dätzingen der Gemeinde Grafenau im Landkreis Böblingen in Baden-Württemberg. Der klassizistische Schlossbau befindet sich im Gemeindebesitz und beherbergt unter anderem das Heimatmuseum.

## Geschichte
Der Johanniterorden erlangte im 13. Jahrhundert den Besitz der Ortschaft Dätzingen. Bereits 1263 wird an Stelle des heutigen Schlosses ein Bruderhaus urkundlich erwähnt. Vermutet, aber nicht gesichert, ist als mittelalterlicher Vorgängerbau eine Wasserburg. Die ersten Schlossbauten wurden 1607 errichtet. Das Schloss wurde 1733 zur heutigen vierflügeligen Anlage ausgebaut. Im 18. Jahrhundert hatte der Komtur im Schloss seinen Wohnsitz. Nach dem Reichsdeputationshauptschluss wurde der Ort dem Königreich Württemberg zugesprochen. Graf Carl Ludwig von Dillen kam durch Schenkung des Königs Friedrich I. 1810 in den Besitz des Schlosses. Durch Veränderungen des Hofarchitekten Nikolaus Friedrich von Thouret, insbesondere des Portikus von 1810 bis 1812, entstand das heutige Aussehen. Der Bau kam 1961 in den Besitz der Gemeinde Grafenau.
Heute beherbergt das Schloss neben dem Heimatmuseum eine Galerie, ein Auktionshaus und ein Antiquariat.

## Anlage
Das Schloss ist als vierflügelige, zweieinhalbgeschossige Anlage mit Innenhof konzipiert. Die äußerliche Ausgestaltung ist im Wesentlichen klassizistisch. Im Innern ist der 1780 entstandene frühklassizistische Maltesersaal mit seinen Schlachtenbildern und Bildern der Niederlassungen des Malteserordens hervorzuheben.
Das Schloss wurde von 2009 bis 2011 sowohl außen als auch innen saniert.

## PanoramatapeteLes Chasses de Compiègne
Nachdem Carl Ludwig von Dillen das Schloss 1810 als Geschenk von Friedrich I. erhalten hatte, veranstaltete der König wenige Monate darauf in den Wäldern um Dätzingen eine dreiwöchige Jagd, an der mehr als 4000 Personen beteiligt waren. Während der Jagd residierte der König im Schloss. Zur Erinnerung an das Ereignis bestellte von Dillen bei der Pariser Manufaktur Jacquemart & Bénard die 1812 von Carle Vernet entworfene Panoramatapete Les Chasses de Compiègne („Die Jagden von Compiègne“).  Die Tapete zeigt in vier Episoden die Jagd einer adeligen Gesellschaft in den Wäldern von Compiègne. Sie gilt als erste Panoramatapete der Manufaktur und früheste aller Jagdtapeten. Einzelne Papierbögen wurden dafür zu insgesamt 25 Bahnen von  jeweils 55 Zentimeter Breite und etwa 250 Zentimeter Länge zusammengefügt und mit Holzmodeln bedruckt, mit jeweils einem Model für jede Druckfarbe. Von der Panoramatapete sind vier erhalten, die Dätzinger als einzige in Deutschland, und als einzige vollständig. Als Adrienne von Bülow als Nachfahrin von Dillens 1961 das Schloss an die Gemeinde verkaufte, erstand das Heimatmuseum Sindelfingen Möbel und Gemälde sowie die in Einzelteilen abgenommene Tapete. Die Möbel und Gemälde kehrten 1998 zurück und sind im Heimatmuseum ausgestellt. Für die Panoramatapete bezahlte die Gemeinde Grafenau 25.000 Mark. Sieben Tapetenbahnen wurden restauriert und fanden einen Platz im Vorraum des Maltesersaals. 18 durch unsachgemäße Abnahme beschädigte Bahnen wurden in Rollen eingelagert. 2019 wurden sie dem Stuttgarter Restaurator Thomas Wieck übergeben, der sie konservierte, restaurierte und die Bahnen wieder zusammenfügte. 2020 soll die auf mobile Holzrahmen aufgebrachte Tapete im Schloss gezeigt werden.